# Estação Del Castilho
Del Castilho é uma estação de trem localizada no bairro homônimo da Zona Norte do Rio de Janeiro. É uma das estações do ramal de Belford Roxo da SuperVia.

## História
Inaugurada em 1898, foi uma das estações originais da Estrada de Ferro Melhoramentos. Com a incorporação da ferrovia à Estrada de Ferro Central do Brasil em 1903, a estação faria parte da chamada Linha Auxiliar. 
Hoje é uma estação de trens metropolitanos. Havia outra estação com o mesmo nome, da Estrada de Ferro Rio D'Ouro, muito próxima a esta, e que hoje tem no seu lugar a Estação Nova América/Del Castilho da Linha 2 do Metrô.
Assim como esta outra estação, ficava junto à fábrica de tecidos Nova América, que começou a operar em 1924 e que, depois de desativada em 1991, teve o prédio adaptado para um shopping center. 
Já há muitos anos, a estação de Del Castilho da antiga Linha Auxiliar da EFCB, transformou-se numa estação voltada exclusivamente aos trens de subúrbio, estando hoje operada pela Supervia.